# Magnolia irwiniana
Espèce
Statut de conservation UICN

 EN B1ab(iii) : En danger
Magnolia irwiniana est une espèce de plantes à fleurs de la famille des Magnoliacées endémique du Brésil.

## Description
C'est un arbre.

## Répartition et habitat
Brésil.